# Argius
Argius var en billedhugger i det antikke Grækenland, som var discipel til Polykleitos  omkring 388 f.Kr.
Friedrich Thiersch, der var  en  klassisk lærd fra det 19. århundrede, antog, at Plinius den Ældre med ordene "Argius, Asopodorus" fejlagtigt oversatte den græske autoritet Ἀργεῖος Ἀσωπόδωρος, eller "Asopodorus den argive." Men "Argius" findes. som et græsk egennavn i begge former, Ἄργιος og Ἀργεῖος..

## References
1. ↑  Pliny the Elder, Natural History 34.19
2. ↑  Friedrich Thiersch, Epochen, p. 275
3. ↑  Apollonios Rhodios, Argonautica 2.1.5
4. ↑  Aristoph. Eccl. 201

- Smith, Philip (1870). Argius. Dictionary of Greek and Roman Biography and Mythology. Vol. 1. s. 280.